# Mörby centrum
Mörby centrum är ett centrumområde i Mörby i Danderyds kommun norr om Stockholm. Mörby centrum är idag kommuncentrum i Danderyds kommun. I den norra delen av centrumbyggnaden finns tunnelbanestationen Mörby centrum, som är en del av Stockholms tunnelbana.

## Centrumbyggnaden
De ursprungliga delarna av Mörby centrum byggdes 1961 av byggnadsfirman Fors & Son, som ett U-format utomhuscentrum med öppning åt söder. Därefter har Mörby centrum byggts ut i flera etapper. År 1977 blev en stor ombyggnad klar, i samband med att tunnelbanan fick sin nya slutstation vid Mörby centrum. Sedan dess är Mörby centrum ett inomhuscentrum med verksamhet på fyra våningar. I direkt anslutning till centrumbyggnaden finns ett parkeringshus med sammanlagt 400 platser fördelade på två våningar. 
Mörby centrum innehåller idag både butiker och varuhus, restauranger, läkare, tandläkare, bibliotek, polis och annan service, samt vissa av Danderyds kommuns förvaltningar. Där finns också kommunens informationskontor.
Fastigheterna ägs (2016) av Skandia Fastigheter (tidigare Diligentia).

## Utbyggnadsplaner
Kommunen och fastighesägaren arbetar med att utveckla centrumområdet ytterligare. Ambitionen är att området kring Mörby centrum ska få en mer stadsmässig prägel. Redan idag[när?] finns bostäder i närheten av centrumbyggnaden. Den planerade utbyggnaden kommer att innehålla fler bostäder, samt kontor och andra verksamheter. 
Under 2008 genomfördes en arkitekttävling, med 37 deltagande förslag. Arkitekttävlingen vanns av förslaget Solvind, som har ritats av den franske arkitekten Erik Giudice. Ett uppdrag i arkitekttävlingen var att planera för ett helt nytt höghus, som skulle uppföras på en tomt strax norr om den nuvarande centrumbyggnaden. Höghusplanerna blev en huvudfråga i den lokala valrörelsen i Danderyd vid valet 2010. Efter valet ändrades majoritetsförhållandena i kommunen. Centerpartiet, som inte ingått i den tidigare kommunledningen och som varit motståndare till höghusbygget, slöt ett samarbetsavtal för den kommande mandatperioden med Moderaterna och Kristdemokraterna. En punkt i den överenskommelsen var att höghusplanerna avskrevs.